# Harpalyke (Mond)
Harpalyke (auch Jupiter XXII) ist einer der kleinsten bekannten äußeren Monde des Planeten Jupiter.

## Entdeckung
Harpalyke wurde am 23. November 2000 von Astronomen der Universität Hawaii entdeckt. Sie erhielt zunächst die vorläufige Bezeichnung S/2000 J 5.
Benannt wurde der Mond nach Harpalyke, einer Tochter des Klymenos aus der griechischen Mythologie. 

## Bahndaten
Harpalyke umkreist Jupiter in einem mittleren Abstand von 21.105.000 km in 623 Tagen und 7 Stunden. Die Bahn weist eine Exzentrizität von 0,226 auf. Mit einer Neigung von 148,6° gegen die lokale Laplace-Ebene ist die Bahn retrograd, d. h., der Mond bewegt sich entgegen der Rotationsrichtung des Jupiter um den Planeten. 
Aufgrund ihrer Bahneigenschaften wird Harpalyke der Ananke-Gruppe, benannt nach dem Jupitermond Ananke, zugeordnet.

## Physikalische Daten
Harpalyke  besitzt einen mittleren Durchmesser von etwa 4 km. Ihre Dichte wird auf 2,6 g/cm³ geschätzt. Sie ist vermutlich überwiegend aus silikatischem Gestein aufgebaut. Harpalyke weist eine sehr dunkle Oberfläche mit einer Albedo von 0,04 auf, d. h., nur 4 % des eingestrahlten Sonnenlichts werden reflektiert. Ihre scheinbare Helligkeit beträgt 22,2m.